# Yatala
Genre
Synonymes
- Conoculus Forster, 1949

Yatala est un genre d'opilions laniatores de la famille des Triaenonychidae.

## Distribution
Les espèces de ce genre sont endémiques d'Australie.

## Liste des espèces
Selon World Catalogue of Opiliones (30/05/2021) :
- Yatala aspera (Forster, 1949)
- Yatala hirsti Roewer, 1942

## Publication originale
- Roewer, 1942 : « Einige neue Arachniden I. » Veröffentlichungen aus dem Deutschen Kolonial- und Übersee-Museum in Bremen, vol. 3, p. 277–280.